# Hololepta pilipes
Hololepta pilipes är en skalbaggsart som beskrevs av George Lewis 1885. Hololepta pilipes ingår i släktet Hololepta och familjen stumpbaggar. Inga underarter finns listade i Catalogue of Life.